# Nederlands Auschwitz Comité

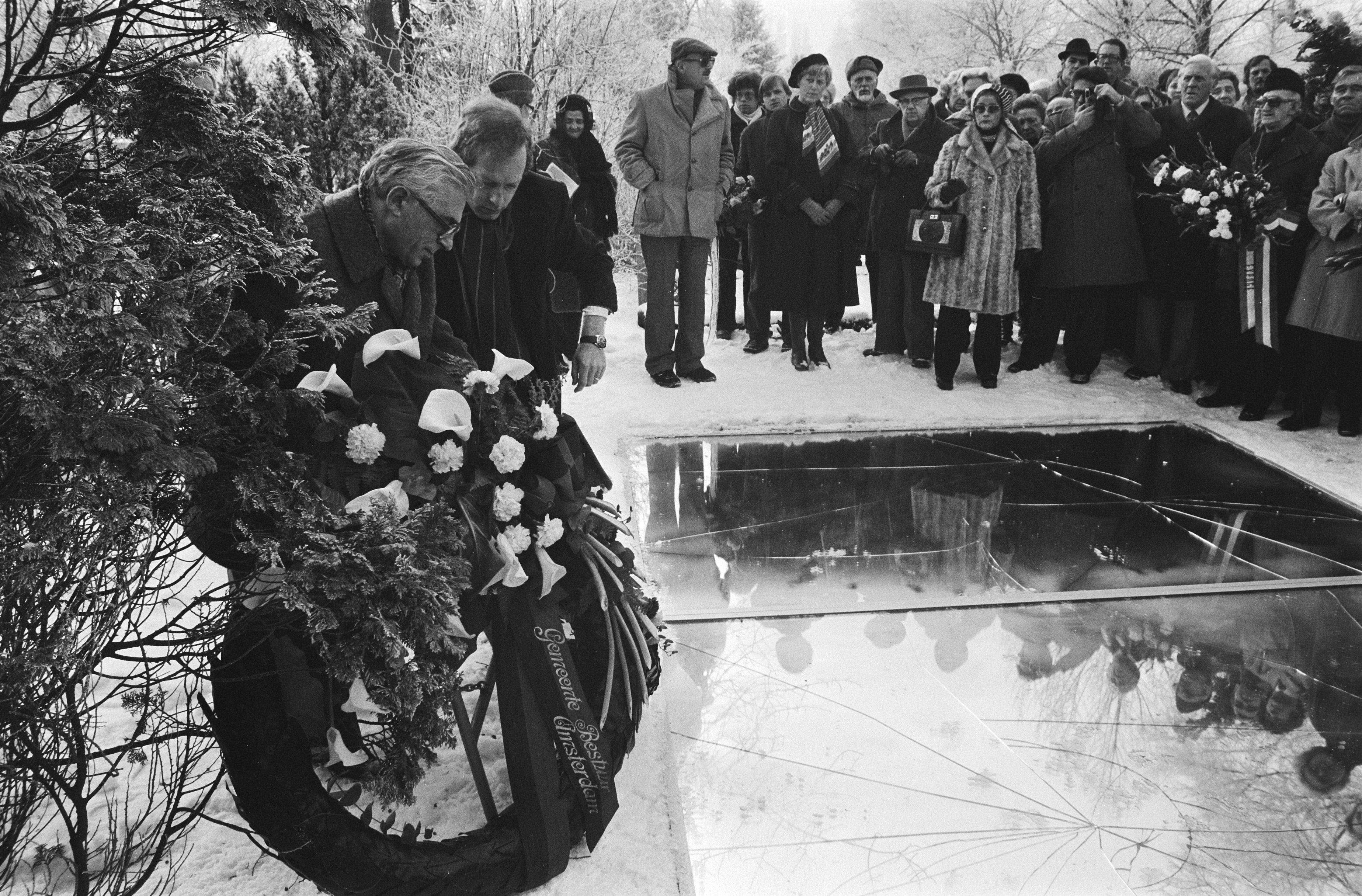
Jaarlijkse herdenking Nederlands Auschwitz Comité op de Nieuwe Oosterbegraafplaats bij het Spiegelmonument in 1979

Het Nederlands Auschwitz Comité is een stichting die in 1956 is opgericht door een aantal overlevenden van Auschwitz-Birkenau, onder wie Annetje Fels-Kupferschmidt, die later ere-voorzitter van het comité werd.

## Doelstelling
Het doel van de in Amsterdam gevestigde stichting is:
- het realiseren van de zinspreuk "Nooit meer Auschwitz"
- het ageren tegen alle vormen van fascisme, racisme en antisemitisme
- het bevorderen van het welzijn van de in de Tweede Wereldoorlog vervolgden en hun nabestaanden

## Geschiedenis

### Communisme
De oprichting vond plaats in 1956 op instigatie van moederorganisatie Internationaal Auschwitz Comité, dat naar eigen zeggen een brug probeerde te vormen tussen oost en west in de tijd van de Koude Oorlog. De oprichters van het comité waren: J. Alvares Vega, Ro en Lou Corper, Jacques en Eva Furth, Elly en David van Geens, Annetje Fels-Kupferschmidt, en Saar en Manus Neter. In de eerste decennia waren er veel communisten onder de leden van het bestuur. Sobibor-overlevende Jules Schelvis moest er daarom bijvoorbeeld ook niets van hebben. 
Jolande Withuis, die de organisatie in haar boek Na het kamp. Vriendschap en politieke strijd (2005) beschrijft, noemt het net als tijdgenoten een communistische mantelorganisatie die zich niet bepaald als joods identificeerde. Zelf heeft het comité altijd ontkend een mantelorganisatie te zijn. Volgens haar werd het comité vooral in deze 'hoek gedrukt' doordat er veel communisten onder het bestuur waren (hetgeen zich ook uitte in beleid), maar verschilde het op 'essentiële punten' van mening met de Communistische Partij van Nederland. In 1968 werd door Dick Verkijk een documentaire waarin Loe de Jong en Simon Wiesenthal het comité beschuldigden van misbruik van Auschwitz voor communistische doeleinden. Dit leidde ertoe dat de inkomsten van het comité dramatisch daalden en men langzamerhand afstand begon te nemen van de moederorganisatie in Warschau. Halverwege de jaren 1970 veranderde de organisatie langzamerhand tot wat het tegenwoordig is.
Vanwege de communistische achtergrond werden diverse leden geschaduwd door de Binnenlandse Veiligheidsdienst. Het bekend worden hiervan vormde in 2023 aanleiding tot groot protest vanuit onder andere voorzitterJacques Grishaver, die de BVD betichtte van 'antisemitisme'.

### Voorzitters
De voorzitters van het comité waren achtereenvolgens:
- Jos Slagter (1956 tot 1974)
- Annetje Fels (1974 tot 1994)
- Anita Loewenhardt (1994 tot 1998)
- Jacques Grishaver (1998-2025)

## Activiteiten
Jaarlijks organiseert het comité op de laatste zondag van januari de herdenking van de bevrijding van het concentratiekamp Auschwitz-Birkenau op 27 januari 1945 bij het Auschwitzmonument in het Amsterdamse Wertheimpark. De eerste Auschwitz-herdenking in Nederland in 1952 werd georganiseerd door de journalist Max van den Berg. Het comité stimuleert ook aanverwante herdenkingen en voorlichting over Auschwitz en organiseert jaarlijks één of meerdere Auschwitz-reizen.

### Auschwitz-paviljoen
Op 26 april 2005 openden kroonprins Willem-Alexander en prinses Máxima in het gerenoveerde Nederlandse paviljoen in Auschwitz de vernieuwde expositie over de vervolging en vernietiging van Joden uit Nederland. Het Ministerie van Volksgezondheid, Welzijn en Sport had het Nederlands comité verzocht een renovatie uit te voeren en een nieuwe tentoonstelling op te zetten. De opening werd bijgewoond door Nederlandse overlevenden van Auschwitz en de staatssecretaris van VWS, Clémence Ross-van Dorp. De expositie bevat tevens een namenwand met de namen van alle 60.000 in Auschwitz omgekomen Nederlanders.

### 'Nooit meer Auschwitz-lezing'
De stichting organiseert sinds 2004 de jaarlijkse 'Nooit meer Auschwitz-lezing' in het Tropenmuseum, in samenwerking met de Sociale Verzekeringsbank (SVB) en het Instituut voor Oorlogs-, Holocaust- en Genocidestudies. De lezing wordt rond de Internationale Herdenkingsdag voor de Holocaust op 27 januari uitgesproken. Elk jaar nodigt het comité een prominente gast uit. Aan deze lezing is een onderscheiding verbonden die de naam draagt van de in 2001 overleden erevoorzitter van het Auschwitz Comité, Annetje Fels-Kupferschmidt.
De sprekers waren:
- 2023: Patrick Desbois
- 2022: Debórah Dwork
- 2020: Joachim Gauck
- 2019: Philippe Sands
- 2018: Deborah Lipstadt
- 2017: Timothy Snyder
- 2016: Roméo Dallaire
- 2015: Abram de Swaan
- 2014: Luis Moreno-Ocampo
- 2013: Beate Klarsfeld
- 2012: Christopher Browning
- 2011: Daniel Libeskind
- 2010: Louise Arbour
- 2009: Thomas Buergenthal
- 2008: Irene Khan
- 2007: Jorge Semprún
- 2006: Simone Veil
- 2005: Albie Sachs
- 2004: Raul Hilberg

### Namenwand
Sinds 2006 streefde het comité naar een namenwand voor alle omgekomen Joden, Sinti en Roma uit Nederland. Het idee voor een namenwand ontstond bij  Jacques Grishaverin 2005 na de opening van het gerenoveerde Nederlands paviljoen in Auschwitz. 
Sinds 19 september 2021 is het Holocaust Namenmonument voor iedereen toegankelijk.